# Trybunał inkwizycji w Casale Monferrato
Trybunał inkwizycji w Casale Monferrato – sąd inkwizycyjny, mający swą siedzibę w Casale Monferrato, stolicy markizatu Monferrato. Istniał w latach 1505–1800. Był kierowany przez dominikanów. Od połowy XVI wieku był częścią struktur inkwizycji rzymskiej.

## Historia
Casale Monferrato, stolica markizatu Monferrato, należało w średniowieczu do diecezji Vercelli i podlegało jurysdykcji inkwizytorów Vercelli. Dopiero w 1474 papież Sykstus IV utworzył diecezję Casale Monferrato z ziem należących dotąd częściowo do diecezji Vercelli, a częściowo do diecezji Asti. Nie miało to jednak początkowo przełożenia na strukturę terytorialną trybunałów inkwizycyjnych w północnych Włoszech.
Pierwszym inkwizytorem Casale Monferrato został dominikanin Michele Madei da Asti, mianowany 30 grudnia 1488 przez generała zakonu dominikanów Gioacchino Torrianiego. Nominacja ta nie miała jednak żadnego praktycznego znaczenia, była rodzajem prestiżowej, ale wyłącznie tytularnej synekury nadanej byłemu prowincjałowi dominikanów z Lombardii Górnej, który w 1481 został w upokarzający sposób odwołany ze stanowiska prowincjała przez papieskich komisarzy i przez kolejnych kilka lat nie pełnił żadnych funkcji w zakonie. Sam Michele Madei rezydował w konwencie w Asti i nigdy nie odwiedził swego okręgu inkwizytorskiego (obejmującego jedynie okolice Casale i Trino). Urząd inkwizytora Casale pełnił najwyżej do roku 1494, gdy został mianowany inkwizytorem Asti.
Właściwym twórcą trybunału inkwizycyjnego w Casale Monferrato był generał zakonu dominikanów Vincenzo Bandello. 20 maja 1505 mianował on dominikanina Angelo Rizzardiniego inkwizytorem diecezji Casale, Alba Pompeia i Acqui, czyli wszystkich diecezji markizatu Monferrato. Nie ulega wątpliwości, że nominacja ta wychodziła naprzeciw oczekiwaniom markiza Wilhelma IX, który dążył do poddania całego terytorium swego państewka jednemu trybunałowi z siedzibą w stolicy markizatu. 
W 1536 markizat Monferrato przeszedł pod władzę dynastii Gonzaga, która rządziła także księstwem Mantui. Już wcześniej (ok. 1519) spod jurysdykcji inkwizytorów Casale wyłączono diecezję Acqui, którą podporządkowano inkwizytorowi Alessandrii w księstwie Mediolanu.
W 1542 papież Paweł III utworzył Kongregację Rzymskiej i Powszechnej Inkwizycji, będącej centralnym organem Kurii Rzymskiej. W krótkim czasie przejęła ona kontrolę i nadzór nad działalnością włoskich trybunałów inkwizycyjnych (w tym trybunału w Casale), m.in. przejęła z rąk władz zakonnych uprawnienia do mianowania i odwoływania inkwizytorów.
W latach 1670–1680 funkcję inkwizytora Casale sprawował Tommaso Menghini, autor podręcznika dla inkwizytorów Regole del tribunale del S. Offizio.
W 1708 markizat Monferrato został zajęty przez Sabaudię. Książę Sabaudii i Piemontu Wiktor Amadeusz II (panował 1675–1730) już od dłuższego czasu był w konflikcie ze Stolicą Apostolską. Począwszy od roku 1698 wetował on nominacje inkwizytorskie dokonywane przez Kongregację Świętego Oficjum dla trybunałów położonych w jego księstwie. Kiedy w 1713 zmarł inkwizytor Casale Raimondo Fulminissi da Rotella, książę nie zgodził się na mianowanie jego następcy. Wskutek polityki Wiktora Amadeusza II doszło do powstania trwałych wakatów na stanowiskach inkwizytorskich większości piemonckich trybunałów. Ich działalnością kierowali odtąd wikariusze generalni, a nie pełnoprawni inkwizytorzy, co obniżyło ich rangę. W tej postaci kontynuowały one swoją działalność aż do inwazji rewolucyjnej Francji na Włochy pod koniec XVIII wieku.
Trybunał inkwizycyjny w Casale Monferrato został zniesiony po raz pierwszy 28 stycznia 1799 przez marionetkowy rząd tymczasowy, utworzony przez wojska francuskie po zajęciu Piemontu kilka tygodni wcześniej. Niedługo potem jednak, w maju 1799, Francuzi zostali wyparci przez Austriaków i Rosjan, którzy przywrócili władzę króla Karola Emanuela IV. 28 lipca 1799 rząd monarchiczny wydał dekret o przywróceniu inkwizycji. Restauracja monarchii trwała jednak krótko. Niespełna rok później Francuzi ponownie zajęli Piemont i utworzona przez nich Rada Piemontu (Consulta del Piemonte) dekretem z dnia 23 lipca 1800 roku definitywnie zlikwidowała miejscowe trybunały, w tym także trybunał w Casale

## Organizacja
Siedzibą trybunału był dominikański konwent S. Domenico w Casale Monferrato. Na jego czele stał dominikański inkwizytor (od 1713 wikariusz generalny), wywodzący się z obserwanckiej Prowincji Obojga Lombardii. Jego jurysdykcji podlegały diecezje Casale Monferrato i Alba Pompeia. Na prowincji inkwizytor reprezentowany był przez wikariuszy rejonowych, wywodzących się na ogół spośród zakonników. Nie wiadomo jednak, ile takich wikariatów podlegało inkwizytorowi Casale.
W wewnętrznej hierarchii dominikańskich trybunałów inkwizycyjnych trybunał w Casale Monferrato zaliczany był do najniższej, trzeciej klasy.

## Lista inkwizytorów (1505–1800)
- Angelo Rizzardini da Savigliano OP (1505–1509)[9]
- Sebastiano Pastorelli da Taggia OP (1510–1546)[10][11]
- Vincenzo da Gozzano OP (1546–1560?)[10]
- Bonifacio Fassati OP (1560–1563)[10]
- Antonino da Garessio OP (1563–1564)[10]
- Domenico da Milano OP (1564–1566)[10]
- Guglielmo da Trino OP (1566–1574?)[10]
- Benedetto Marabotti da Mondovì OP (1574)[10]
- Innocenzo Vallotti da Verona OP (1574-1584)[10]
- Stefano da Calvisano OP (1584–1591)[10]
- Paolo Molaschi da Lodi OP (1591–1598)[10]
- Massimino da Crema OP (1598–1603)[10]
- Benedetto Rota da Mantova OP (1603–1616)[10]
- Giacomo Tinti OP (1616–1619)[10]
- Gian Battista Boselli da Sestola OP (1620–1625)[10]
- Giacomo Figini da Milano OP (1625–1630)[10]
- Francesco Cuccini OP (1630–1633)[10]
- Paolo Lattanzio Virchi da Verona OP (1633–1639)[10]
- Pietro Giacinto Donelli da Bologna OP (1639)[10]
- Felice Amorini da Roma OP (1639–1649)[10]
- Vincenzo Maria Vannini da Montesanto OP (1649–1658)[10]
- Paolino Rivetta da Moncalvo OP (1658–1665)[10]
- Agostino Recuperati da Brisighella OP (1665–1670)[10]
- Tommaso Menghini da Albacina OP (1670–1680)[10]
- Giovanni Carlo Falconi da Fermo OP (1680–1682)[10]
- Giovanni Domenico Bertacci da Cingoli OP (1682–1688)[10]
- Giovanni Francesco Orselli da Forlì OP (1688–1696)[10]
- Domenico Giustiniano Gandolfi OP (1698–1705)[10]
- Raimondo Fulminissi da Rotella OP (1706–1713)[10]
- Wakat (1713-1800):
  - Angelo Maria Plumato OP, wikariusz generalny (1713–1726),
  - Bonifacio Fassati OP, wikariusz generalny (1726-?);
  - Crisostomo Chiesa OP, wikariusz generalny (przed 1740–po 1762)
  - Guglielmo Testa OP, wikariusz generalny (?–1800)